# Hong Djien Tan
Hong Djien Tan (* 12. Januar 1916 in Niederländisch-Indien, heute Indonesien; † unbekannt) war ein indonesischer Fußballspieler.

## Sportlicher Werdegang
Tan spielte für den Tiong Hoa Surabaja, einem Verein aus der heute als Surabaya bekannten Hauptstadt Jawa Timurs, die seit 1830 zur seinerzeitigen niederländischen Kolonie Niederländisch-Indien gehörte. Gemeinsam mit seinem Vereinskameraden See Han Tan gehörte der Stürmer zum Aufgebot der niederländisch-indischen Nationalmannschaft als einzigem asiatischen Vertreter bei der Weltmeisterschaft 1938 in Frankreich. Bei der 0:6-Niederlage im Achtelfinalspiel am 5. Juni 1938 in Reims gegen den späteren Vizeweltmeister Ungarn gehörte er zu den elf von Auswahltrainer Johannes Christoffel Jan Mastenbroek eingesetzten Spielern, durch die Niederlage schied er mit der Mannschaft direkt nach dem ersten Endrundenspiel aus dem Turnier aus.